# 24: Legacy
24: Legacy es una serie de televisión estadounidense creada por Manny Coto y Evan Katz que se emitió en la cadena Fox desde el 5 de febrero hasta el 17 de abril de 2017. La serie es un spin-off de la franquicia televisiva 24 que fue creada por Joel Surnow y Robert Cochran, y su estreno sirvió como el programa principal para el Super Bowl LI antes de pasar a su horario regular el lunes a las 8:00 p. m.. El estreno de la serie fue visto por 17,6 millones de personas, la audiencia más baja del programa posterior al Super Bowl desde 2003, Alias, pero el episodio más visto en la historia de la franquicia.
El programa, que consta de doce episodios, sigue la vida del héroe de guerra Eric Carter (Corey Hawkins) utilizando un método de narración en tiempo real. Miranda Otto interpreta a Rebecca Ingram, la exjefa de la Unidad Antierrorista o UAT (en inglés Counter Terrorist Unit o CTU) ahora revivida en Washington D. C. Ambientada tres años después de los eventos de 24: Live Another Day, se adhiere al concepto de tiempo real en cubrir los eventos en un período de 24 horas, y comienza y termina a las 12:00 p. m.. Sin embargo, como Live Another Day, hay un salto de tiempo de doce horas dentro del episodio final.
En junio de 2017, Fox anunció que la serie fue cancelada.

## Sinopsis
Después de liderar una misión para eliminar al líder terrorista Sheikh Ibrahim bin-Khalid, Eric Carter (Corey Hawkins), un ex Ranger del Ejército que regresa a los Estados Unidos, descubre que él y sus compañeros de escuadrón están siendo perseguidos y asesinados porque uno de sus compañeros robó sin saberlo una unidad flash que contenía una lista de células terroristas con sede en los Estados Unidos, y los códigos para activarlas para futuros ataques. Sin ningún otro lugar a quien acudir, Carter le pide a la UAT que lo ayude a salvar su vida y, al mismo tiempo, detiene una serie de devastadores ataques terroristas en suelo estadounidense. La serie tiene lugar tres años después de los eventos de 24: Live Another Day y está ambientada en Washington D. C.

## Reparto
- Corey Hawkins como Eric Carter, un ex Ranger que ha regresado a Estados Unidos y está decidido a detener los ataques terroristas que pueden seguir.[3]
- Miranda Otto como Rebecca Ingram, ex directora de la UAT y esposa del senador John Donovan, quien se postula para presidente de los Estados Unidos.[7]
- Anna Diop como Nicole Carter, enfermera y esposa de Eric.[8]
- Teddy Sears como Keith Mullins, el ambicioso y decidido director de la UAT, que anteriormente trabajó con Rebecca.[9]
- Ashley Thomas como Isaac Carter, hermano mayor de Eric que está enojado con él por su amargo pasado que involucra a la esposa de Eric, Nicole.[10]
- Dan Bucatinsky como Andy Shalowitz, un analista de comunicación en la UAT en quien Rebecca confía y que está tristemente emparejado con la analista informática Mariana.[11]
- Coral Peña como Mariana Stiles, una brillante, joven y autodidacta analista informática y prima del exagente de la UAT Edgar Stiles; ella está emparejada con Andy.[11]
- Charlie Hofheimer como Ben Grimes, el excompañero de Eric en la unidad de los Rangers del Ejército que ahora sufre de trastorno de estrés postraumático.[11]
- Sheila Vand como Nilaa Mizrani, directora de campaña del senador John Donovan.[12][13]
- Raphael Acloque como Jadalla bin-Khalid, un estudiante universitario que ha abrazado la campaña yihadista de su padre desde su muerte.[14]
- Gerald McRaney como Henry Donovan, el padre del candidato presidencial John Donovan, que es un poderoso petrolero y un padre devoto, dedicado a poner a su hijo en la Casa Blanca.[15]
- Jimmy Smits como John Donovan, senador, candidato presidencial y esposo de Rebecca Ingram.[16]
- Carlos Bernard como Tony Almeida, un ex director de la UAT con un pasado tortuoso.[17]

## Producción

### Concepción
En enero de 2015, los productores ejecutivos Howard Gordon, Evan Katz, Manny Coto y Brian Grazer lanzaron otra entrega de la franquicia 24. Gira en torno a un grupo de personajes secundarios en lugar de Kiefer Sutherland como Jack Bauer en el papel principal. En mayo de 2015, Fox anunció el desarrollo de una nueva versión de 24. En junio de 2015, Howard Gordon declaró que un spin-off presentaría un nuevo protagonista masculino joven, junto con una agente femenina un poco mayor y más experimentada. Se confirma que Evan Katz y Manny Coto regresan como escritores y productores ejecutivos. Se confirma que este spin-off incluye la función de «tiempo real», ya que Gordon dice que es la tradición del programa.
En enero de 2016, Fox anunció que había ordenado un piloto para una serie derivada titulada 24: Legacy, con un nuevo elenco sin personajes que regresaran. Aunque la serie conserva el formato en tiempo real, consta de solo doce episodios, utilizando saltos de tiempo para cubrir los eventos de un solo día. Los dos personajes principales son un héroe militar masculino que regresa a casa y una mujer que fue jefa de la UAT. Stephen Hopkins, quien dirigió el piloto original de 24 y varios episodios de la primera temporada, dirigió el piloto de Legacy. En abril de 2016, Fox dio oficialmente luz verde a la serie con un pedido de doce episodios. Jon Cassar también regresó como director y productor de Legacy, dirigiendo seis de los doce episodios. Sean Callery regresó como compositor de la serie. Deadline informó el 5 de mayo de 2016 que Nikki Toscano había firmado un contrato con 20th Century Fox y sería coproductora del programa. Aunque se informó anteriormente que no aparecerían personajes anteriores en el programa, los productores insinuaron la posibilidad de que Mary Lynn Rajskub apareciera en el programa como Chloe O'Brian. En una entrevista con Digital Spy, Katz reveló que el guion del primer episodio tardó ocho meses en escribirse.

#### Aparición de Jack Bauer

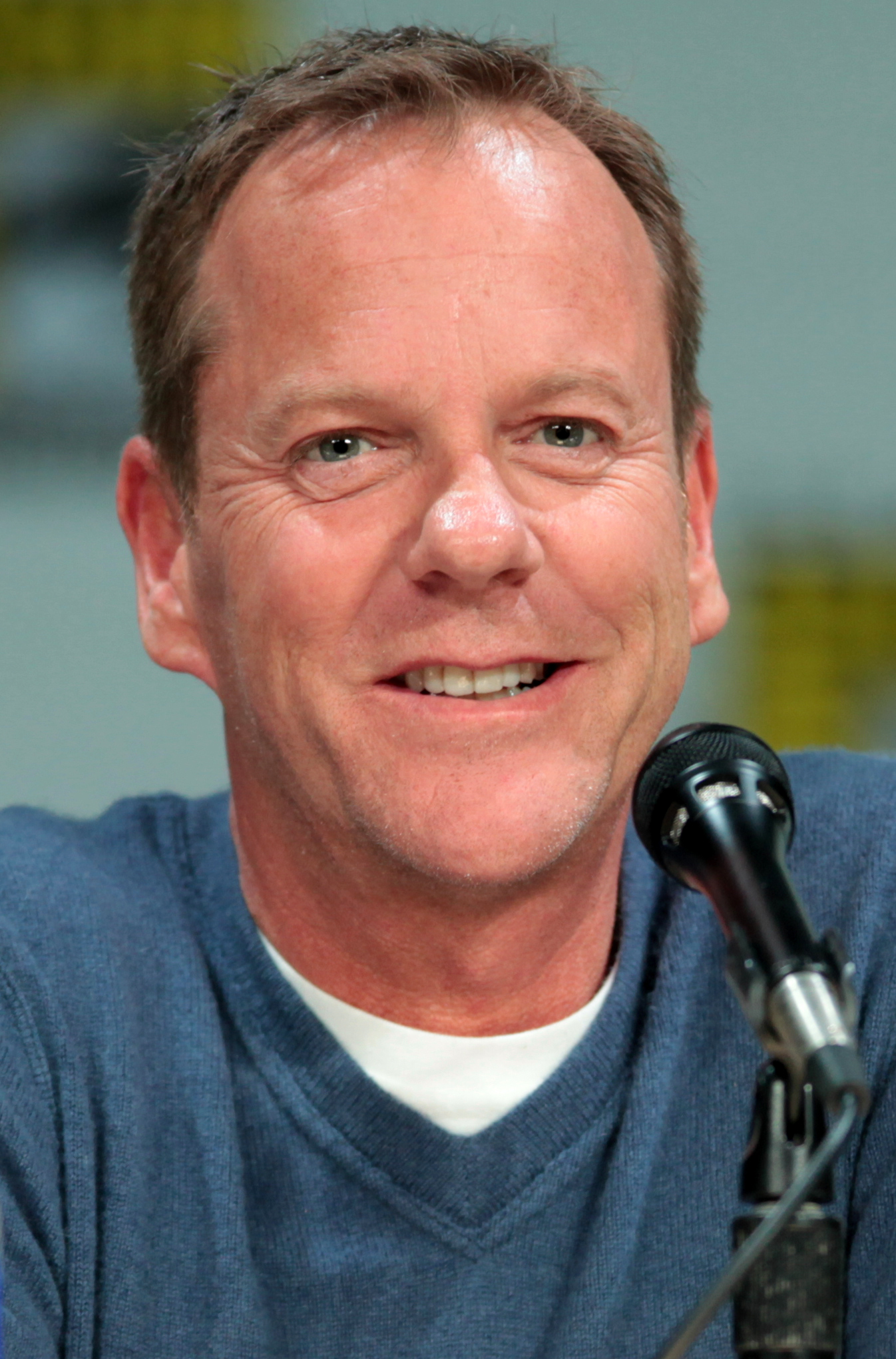
Kiefer Sutherland anunció que no aparecería en 24: Legacy como Jack Bauer

En junio de 2015, Sutherland dijo, cuando se le preguntó sobre el futuro de Jack Bauer, «No volveré para hacer 24». Sutherland dijo que «24 es una gran idea, que esto podría continuar para siempre». Sutherland dijo que sintió que era importante tener un nuevo elenco para actualizar la serie, y espera tal vez tener un cameo en el futuro. En septiembre de 2015, Sutherland aparentemente descartó cualquier participación adicional en el programa, afirmando que «definitivamente no regresaría de ninguna manera». En febrero de 2016, Sutherland dijo sobre la posibilidad de regresar a 24: «He aprendido lo suficiente en los últimos años como para no decir nunca. Nunca íbamos a hacer una temporada nueve cuando terminamos después de la octava temporada. Dije que habíamos terminado. Así que voy a decir simplemente "Veré".» También dijo con respecto al guion del piloto de Legacy que es «realmente genial» y que él sería la «primera persona en verlo».

### Guion
Katz declaró en una entrevista que tomó ocho meses escribir el primer guion del primer episodio. Afirmó que una de las dificultades era que «tenía que cumplir con las expectativas de la gente, que eran altas y debían haber sido altas». También reveló que el programa comienza tres años después de los eventos en 24: Live Another Day y está ambientado en Washington D. C. La serie presenta la sede nacional de la UAT ubicada en Washington D. C., en lugar de las oficinas de la UAT ubicadas en Los Ángeles y la ciudad de Nueva York previamente mostradas en 24.
En una entrevista con Newsday, Howard Gordon habló sobre la concepción del programa cuando dijo:

Manny [et al.] tuvo una idea que no era una idea 24, pero mientras hablábamos, pensamos, guau, tal vez podríamos juntarnos con este personaje que estaba basado en una historia real: el equipo de operaciones especiales que mató a Osama bin Laden, y luego regresó a los estados, donde sus identidades estaban oscurecidas y tuvieron dificultades para adaptarse. Esa era la premisa del personaje, y nos dimos cuenta de que podría ser interesante con eso como punto focal.

Durante la Comic-Con de San Diego 2016, los productores llamaron a la serie «una expansión del universo 24», en lugar de un reinicio de la serie original. Los productores revelaron que habían elegido un nuevo personaje principal en lugar de Jack Bauer para la serie, ya que sentían que «habían agotado la historia del ex agente de la UAT». El productor ejecutivo Gordon comentó que «la base que inició la serie es que todos sentimos que Jack Bauer contó su historia con Live Another Day. Kiefer leyó el guion después de que fue escrito y vio el piloto después de que fue filmado y le encantó». Con una trama de elección presidencial, los productores decidieron ser neutrales al hacer referencias a candidatos presidenciales de la vida real. Evan Katz explicó que «nunca se sabe quién está afiliado a qué. Empezamos a escribirlo antes de que estuviera claro quiénes serían los favoritos, así que es realmente neutral en ese sentido».

### Casting

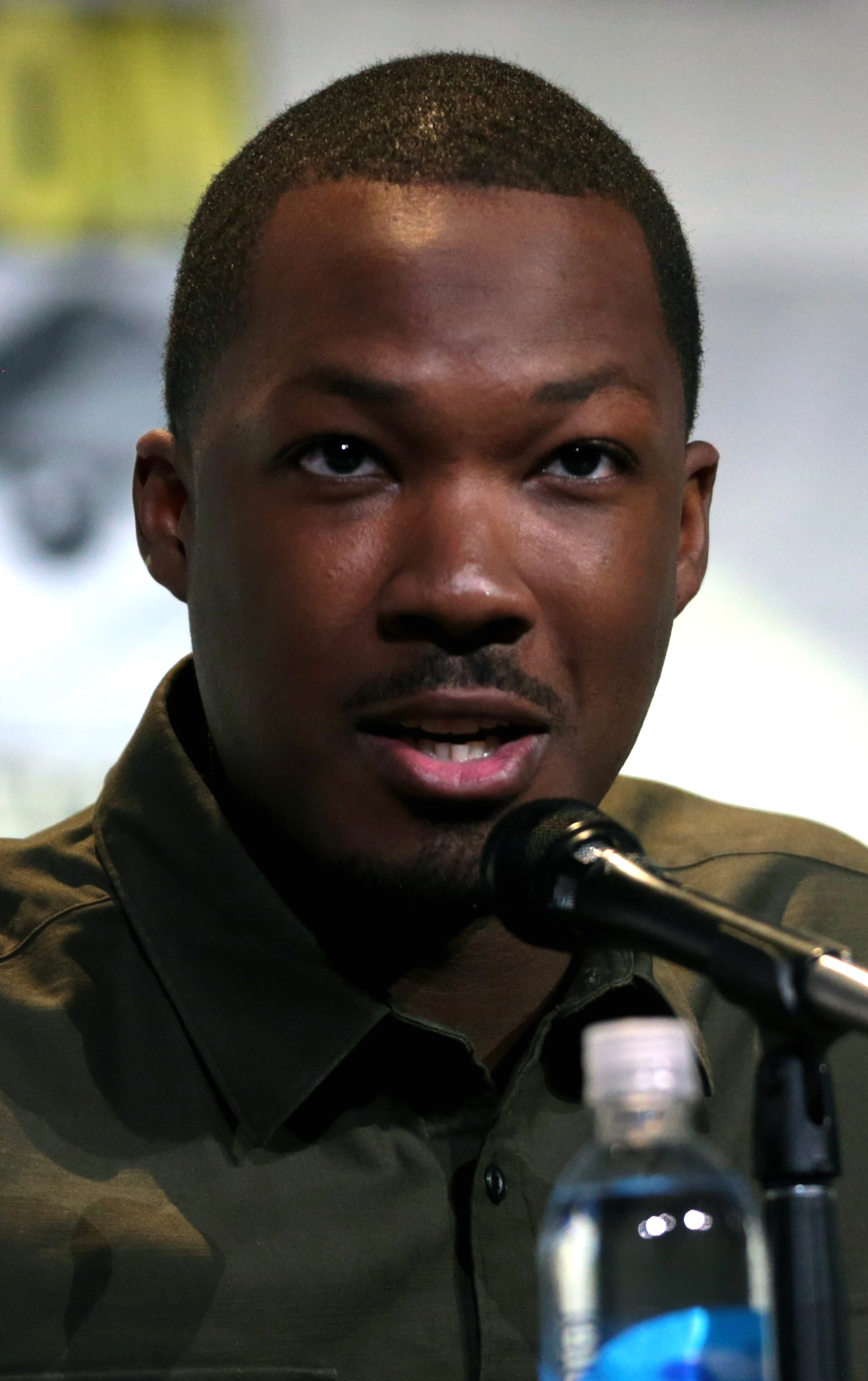
Corey Hawkins interpreta al protagonista masculino, Eric Carter

El papel de Eric Carter fue anunciado para ser interpretado por Corey Hawkins el 25 de enero de 2016, luego de largas negociaciones. Hawkins fue el único actor considerado para el papel, después de que la directora del casting, Lisa Miller Katz, vio su actuación en Straight Outta Compton. El mismo día, se anunció que Miranda Otto había conseguido el protagónico femenino como Rebecca Ingram, la ex directora de la UAT. Otto aceptó inmediatamente el papel cuando le ofrecieron el papel, afirmando que su razón era que quería un papel que involucrara «ese mundo de la CIA y el terrorismo», similar a su papel en Homeland.

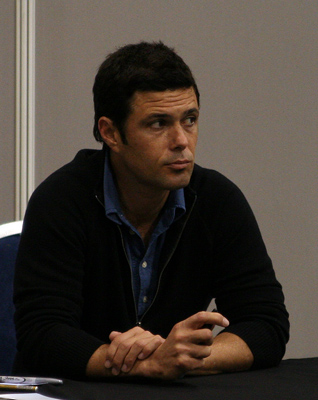
Carlos Bernard retoma su papel de Tony Almeida

En febrero de 2016, se anunciaron varios castings. El 16 de febrero de 2016, Deadline anunció que Anna Diop se había unido al programa como Nicole Carter, la esposa de Eric. Una semana después, se anunció que Teddy Sears había sido elegido como Keith Mullins, el director de la UAT. Varios días después, TVLine informó que Jimmy Smits había conseguido el papel de John Donovan, el esposo de Rebecca Ingram y un poderoso senador de los Estados Unidos con grandes aspiraciones políticas. En marzo de 2016, se anunció que Dan Bucatinsky, Coral Pena y Charlie Hofheimerhabía sido elegido para el programa. Bucatinsky y Pena fueron elegidos como Andy y Gia, dos analistas de comunicación en la UAT, mientras que Hofheimer fue elegido como Marcus, el excompañero de Eric en los Rangers. Unos días más tarde, se anunció que Ashley Thomas había sido elegida como Isaac Carter, el hermano mayor de Eric.
The Hollywood Reporter anunció el 9 de marzo de 2016 que Zayne Emory había sido elegida para interpretar a Drew Phelps, un estudiante de tercer año en Marshall High School, que está enamorado de Amira. Sheila Vand fue elegida como Nilaa Mizrani, directora de campaña del senador Donovan. Se informó el 4 de junio de 2016 que Kathryn Prescott había sido elegida para interpretar a Amira Dudayev y aparecer en un papel recurrente. El 29 de septiembre de 2016, se anunció que Tiffany Hines y Bailey Chase habían sido elegidos para papeles recurrentes de la serie. Hines interpreta a Aisha, la novia de Isaac Carter, mientras que Chase interpreta a Locke, el jefe de operaciones de campo en la UAT de Washington D. C.
Variety anunció el 5 de octubre de 2016 que Veronica Cartwright y Laith Nakli habían sido elegidos para un papel regular y recurrente de la serie, respectivamente. Cartwright interpreta a Margaret Donovan, la madre del senador John Donovan, mientras que Nakli interpreta a Kusuma, un luchador y yihadista curtido en la batalla que está a la caza de Eric Carter. Durante la gira de prensa en Nueva York Comic, los productores de la serie anunciaron que Carlos Bernard volvería como Tony Almeida en un papel recurrente en 24: Legacy. El 24 de octubre de 2016, fecha límite, se anunció que el programa había elegido a Raphael Acloque y Themo Melikidze para un papel regular y un papel recurrente, respectivamente. Aclogue interpreta a Jadalla bin-Khalid, quien abraza su campaña yihadista después de la muerte de su padre. Melikidze interpreta a Khasan Dudayev, el hermano de Amira. El 4 de noviembre de 2016, se anunció que Moran Atias se había unido al programa como Sidra, el socio de Tony Almeida que instiga sentimientos de desconfianza entre Tony y Rebecca Ingram.

### Promoción
Se anunció que 24: Legacy fue programado para estrenarse el 5 de febrero de 2017, sirviendo como el programa principal para el Super Bowl LI. Fox lanzó un avance de la serie el 16 de mayo de 2016, que muestra imágenes del primer episodio. Se lanzó un póster promocional el 15 de julio de 2016. 24: Legacy apareció en la Comic-Con de San Diego 2016 el 24 de julio de 2016, con un panel con Corey Hawkins, Miranda Otto, Jimmy Smits, Howard Gordon, Manny Coto y Evan Katz, donde los fanáticos fueron de los primeros en ver escenas del episodio piloto. El elenco promocionó el programa y habló sobre lo que sucedería en el programa. Se anunció el 8 de agosto de 2016 que Fox, en asociación con Samsung, lanzaría una experiencia de conexión de realidad virtual, escrita por Howard Gordon, antes del debut de la serie en febrero de 2017. El 10 de agosto de 2016, se lanzó un nuevo video detrás de escena en la cuenta oficial de YouTube del programa.
Durante el TCA Press Tour de Fox, los productores revelaron curiosidades sobre el programa y sus temporadas futuras, a lo que el productor ejecutivo Evan Katz reveló que el programa solo tendría doce episodios por temporada. El elenco y el equipo del programa promocionaron el programa en la Comic Con de Nueva York de 2016, donde mostraron la primera mitad del episodio de estreno. Fox lanzó un avance extendido del programa durante el primer juego de la Serie Mundial. Fox lanzó varias promociones nuevas el 29 de octubre de 2016, mostrando nuevos clips del estreno de la serie.

## Recepción
El sitio de reseñas Rotten Tomatoes otorga a la serie una calificación de aprobación del 59% según 61 reseñas, con una calificación promedio de 5.56 / 10. El consenso crítico del sitio dice: «24: Legacy ofrece un escapismo bien actuado, pero este derivado también hereda muchos de los defectos de su predecesor, y una rutina narrativa temprana indica una oportunidad perdida para la reinvención». En Metacritic, la serie tiene un puntaje de 49 sobre 100, basado en 33 críticos, lo que indica «críticas mixtas o promedio».